# Benthopecten
Benthopecten is een geslacht van zeesterren, en het typegeslacht van de familie Benthopectinidae.

## Soorten
- Benthopecten acanthonotus Fisher, 1905
- Benthopecten claviger Fisher, 1910
- Benthopecten cognatus (Ludwig, 1905)
- Benthopecten folini (Perrier, 1894)
- Benthopecten heteracanthus Macan, 1938
- Benthopecten huddlestonii (Alcock, 1893)
- Benthopecten indicus (Koehler, 1909)
- Benthopecten moluccanus Fisher, 1913
- Benthopecten munidae H.E.S. Clark, 1969
- Benthopecten mutabilis Fisher, 1910
- Benthopecten pectinifer (Ludwig, 1905)
- Benthopecten pedicifer (Sladen, 1885)
- Benthopecten pentacanthus Fell, 1958
- Benthopecten pikei H.E.S. Clark, 1969
- Benthopecten polyctenius Fisher, 1913
- Benthopecten rhopalophorus Djakonov, 1950
- Benthopecten semisquamatus (Sladen, 1889)
- Benthopecten simplex (Perrier, 1881)
- Benthopecten spinosissimus (Sladen, 1889)
- Benthopecten spinosus Verrill, 1884
- Benthopecten spinuliger (Ludwig, 1905)
- Benthopecten styracius Fisher, 1913
- Benthopecten violaceus (Alcock, 1893)